# 애로호 사건
애로호 사건(중국어: 亚罗号事件, 영어: Arrow Incident)은 1856년에 청나라 관리가 '애로호'라는 배에 올라가 중국인을 체포하고 영국의 국기를 강제로 내리게 한 사건이다. 이 애로호 사건으로 인해 벌어지는 제2차 아편 전쟁을 애로우 전쟁이라고 일컫기도 한다.

## 사건
1856년 10월, 광저우 앞 주강(珠江)에 정박하고 있던 중국인 소유의 영국 해적선 애로우호(Arrow)에 청나라 관리가 올라가, 청나라 관원에 의하여 승무원 전원이 체포되고 영국 국기가 바다에 던져지는 사건이 일어났다. 애로호는 중국인 소유였으며, 해적선으로 영국 국기를 달았고, 중국인 선원 13명과 영국인 선장 한 명이 있었다. 그러나 체포 당시 선장은 배 안에 없었고 중국인 선원 13명만 체포되었다. 바다의 안전을 위협하는 해적선을 단속한 사건임에도 불구하고 영국은 국기를 모욕한 혐의로 배상금과 사과문을 내라고 하였으나 당시의 양광총독 엽명침(葉名琛)은 사건 당시 배에 영국 국기가 걸려 있지도 않았고 중국인 소유의 배이므로 영국에 사과와 배상을 요구할 이유가 없다고 일축했다.

## 같이 보기
- 제2차 아편 전쟁
- 아이훈조약
- 애로호 전쟁